# 阿蘭塔猶太會堂

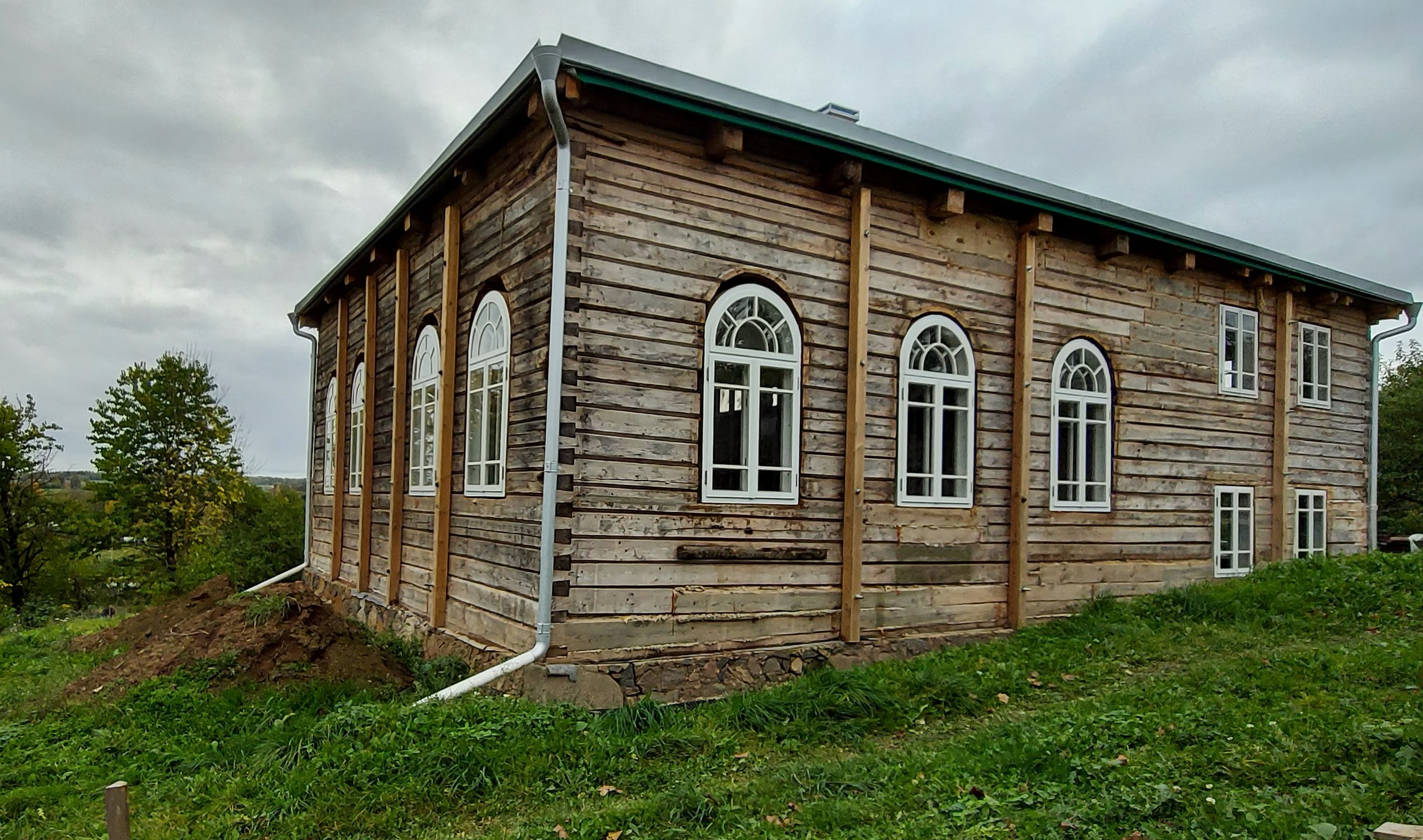

阿蘭塔猶太會堂是立陶宛莫萊泰區城鎮阿蘭塔的一座猶太會堂建築。這座建築是立陶宛的17座現存木質猶太會堂建築之一。